# EUROCONTROL
EUROCONTROL è un'organizzazione intergovernativa, civile e militare cui partecipano 42 Stati europei e il cui scopo principale è di sviluppare e mantenere un efficiente sistema di controllo del traffico aereo a livello europeo, affiancando in questo impegno comune le autorità nazionali dell'aviazione civile (in Italia l'ENAC), gli enti ed i soggetti fornitori dei servizi di controllo del traffico aereo (in Italia ENAV e l'Aeronautica Militare), gli utenti dello spazio aereo civile e militare, il settore industriale, le organizzazioni professionali e le competenti istituzioni europee.
Nasce con la EUROCONTROL Convention del 13 dicembre 1960, successivamente emendata il 12 febbraio 1981 (Amended Convention) e successivamente rivista il 27 giugno 1997 (Revised Convention). In attesa della ratifica della Revised Convention del 1997, gli Stati membri EUROCONTROL hanno deciso di ritenersi comunque vincolati dalle sue disposizioni.

## Attività regolatoria
EUROCONTROL produce regolamentazione tecnica sulla sicurezza del traffico aereo. Una convenzione tra gli Stati membri ha creato una commissione indipendente, la Safety Regulation Commission (SRC) per produrre rapporti ed avvisi per migliorare la sicurezza del controllo del traffico aereo e per proporre l'adozione di regolamenti denominati Eurocontrol Safety Regulatory Requirements (ESARR).
È membro dell'Istituto europeo per le norme di telecomunicazione (ETSI).

## Attività gestionali
EUROCONTROL gestisce il Network Manager Operations Centre (NMOC) (precedentemente denominato Central Flow Management Unit (CFMU)), una unità finalizzata ad armonizzare i piani di volo che riguardano l'Europa, con lo scopo di minimizzare i ritardi e garantire la sicurezza del traffico aereo.
Gestisce inoltre il Central Route Charges Office (CRCO), ovvero l'ufficio che armonizza e riconcilia la fatturazione dei servizi, tra i soggetti deputati al controllo del traffico aereo, che comunque vengono fatturati dai singoli operatori nazionali alle compagnie aeree.

## Programmi e progetti
EUROCONTROL gestisce numerosi programmi e progetti che interessano i diversi Stati membri, con l'obiettivo di minimizzare i costi di sviluppo, creando sistemi e procedure efficienti e condivisi.
Il principale programma è il Single European Sky e riguarda la realizzazione di un cielo unico europeo ottimizzando le risorse destinate al controllo del traffico aereo nell'area europea.
Tra i principali progetti gestiti vi sono:
- A-CDM,[8] il sistema di gestione condivisa delle decisioni tattiche assunte a livello aeroportuale
- ADS-B,[9] un sistema di tracciamento attivo dei velivoli
- OPTIMAL,[10] elaborazione di procedure ottimali per l'avvicinamento e l'atterraggio
- SWIM-SUIT,[11] Un sistema di gestione estesa delle informazioni tra tutti gli operatori, attraverso l'utilizzo delle nuove tecnologie

## Stati membri[12]
Elenco degli Stati membri e data di adesione, in ordine alfabetico.
| - Albania : 1º aprile 2002 - Armenia : 1º marzo 2006 - Austria : 1º maggio 1993 - Belgio : 13 dicembre 1960 - Bosnia ed Erzegovina : 1º marzo 2004 - Bulgaria : 1º giugno 1997 - Cipro : 1º gennaio 1991 - Croazia : 1º marzo 1997 - Danimarca : 1º agosto 1994 - Estonia : 1º gennaio 2015 - Finlandia : 1º gennaio 2001 - Francia : 13 dicembre 1960 - Georgia : 1º gennaio 2014 - Germania : 13 dicembre 1960 - Grecia : 1º settembre 1988 - Irlanda : 1º gennaio 1965 - Islanda : 1º gennaio 2025 - Italia : 1º aprile 1996 - Lettonia : 1º gennaio 2011 - Lituania : 1º settembre 2006 - Lussemburgo : 13 dicembre 1960 - Macedonia del Nord : 1º novembre 1998 - Malta : 1º luglio 1989 - Moldavia : 1º marzo 2000 - Monaco : 1º dicembre 1997 - Montenegro : 1º luglio 2007 - Norvegia : 1º marzo 1994 - Paesi Bassi : 13 dicembre 1960 - Polonia : 1º settembre 2004 - Portogallo : 1º gennaio 1986 - Regno Unito : 13 dicembre 1960 - Rep. Ceca : 1º gennaio 1996 - Romania : 1º settembre 1996 - Serbia : 1º luglio 2005 - Slovacchia : 1º gennaio 1997 - Slovenia : 1º ottobre 1995 - Spagna : 1º gennaio 1997 - Svezia : 1º dicembre 1995 - Svizzera : 1º luglio 1992 - Turchia : 1º marzo 1989 - Ucraina : 1º maggio 2004 - Ungheria : 1º luglio 1992 |

Stati membri EUROCONTROL.

Gli Stati membri dell'Unione europea hanno firmato nel 2002 un protocollo per l'adesione dell'Unione alla Convenzione EUROCONTROL. Questa convenzione, già parzialmente applicata, non è ancora ratificata.

## Comprehensive Agreement States
Nel 2016 Eurocontrol ha concluso accordi anche con alcuni paesi extraeuropei, che valorizzano la cooperazione dell'organizzazione con paesi non europei strettamente legati alla rete aerea del continente.
- Marocco: 29 aprile 2016
- Israele: 2 giugno 2016